# Пор-Кро (национальный парк)
Национальный парк Пор-Кро (фр. Parc national de Port-Cros) — национальный парк в Средиземном море расположенный на одноимённом острове Йерских островов (департамент Вар) Франции. Основан 14 декабря 1963 года, существенно расширен до острова Поркероля 4 мая 2012 года.

## Общие сведения
В парк входят: большая часть острова Поркероль, остров Пор-Кро и небольшой остров Баго, скала Габинейера.
Площадь парка составляет 20 км² вместе с ботаническим заповедником на острове Поркероль.

## Туризм

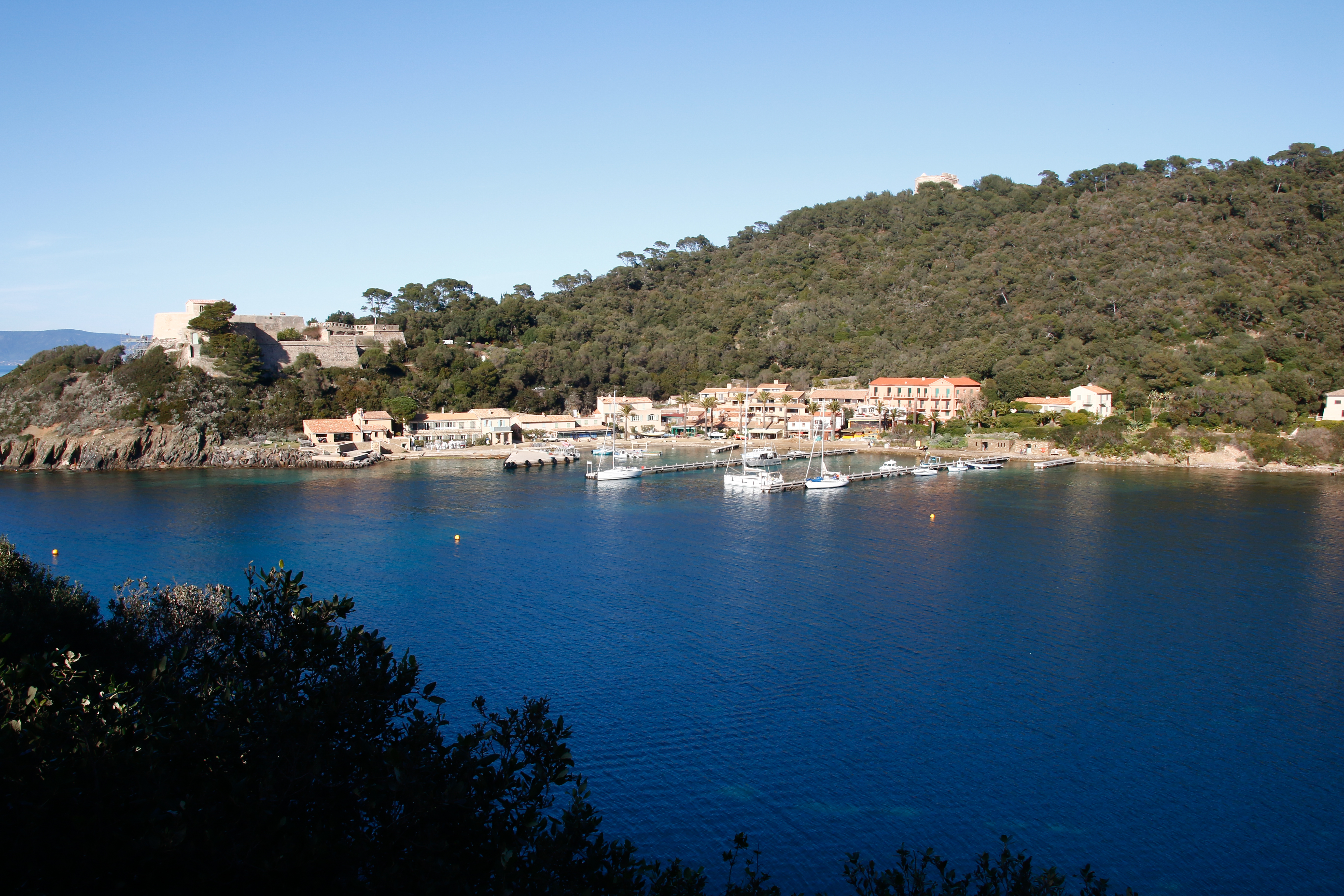
Порт на острове Пор-Кро

На острове Пор-Кро существует разветвлённая сеть пешеходных и велосипедных дорожек. В своё время остров выполнял оборонительную функцию на юге Франции. На нём сохранилось несколько фортов. Так форт Эстиссак был построен в 1634—1640 годах и содержал всё необходимое для обороны. Сейчас с трёхъярусной башни открывается замечательный вид на остров.

## Фауна и флора

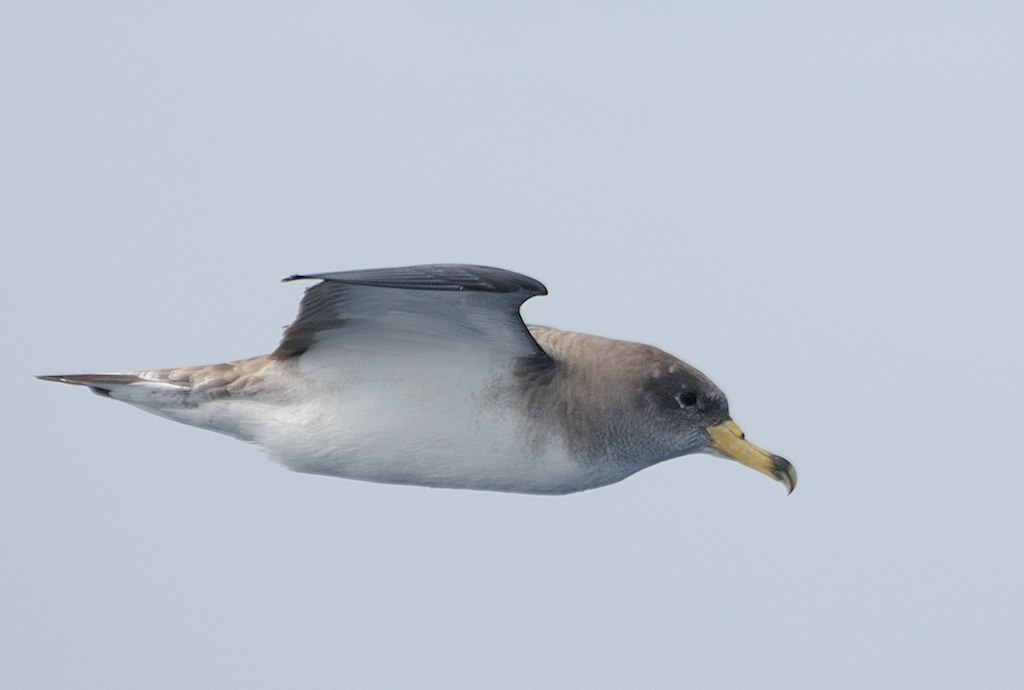
Средиземноморский буревестник

Пор-Кро первый морской заповедник Европы. Был создан для сохранения экосистемы сухих средиземноморских островов и прилегающей акватории.
На островах встречаются: сосна алеппская (Pinus halepensis), земляничное дерево (Arbutus unedo), полукустарник цинерария приморская, мирт обыкновенный (Murtus communis) и можжевельник финикийский (Juniperus phoenica). Растения: дельфиниум (Delphinium pictum), цинерария приморская (Cineraria maritima), морской укроп (Crithmum maritimum) и другие харатектерные для средиземноморья виды.
На островах обитает много птиц. Из них можно отметить следующие виды: сапсан (Falco peregrinus), орёл-карлик (Aquila pennata), обыкновенный козодой (Caprimulgus europaeus), обыкновенная совка (Otus scops). Морское побережье привлекает водных птиц: средиземноморский буревестник (Calonectris diomedea), который облюбовал для гнездования остров Покероль, тупик (Fratercula arctica), а также различные крачки, чайки, бакланы.

Схема парка Пор-Кро